# Erra
Erra, ou Vila Nova da Erra, é uma povoação portuguesa do Município de Coruche que foi sede da extinta Freguesia de Erra, freguesia que tinha 63,98 km² de área e 1 004 habitantes (2011), e, por isso, uma densidade populacional de 15,7 hab/km².
A Freguesia de Erra foi extinta em 2013, no âmbito de uma reforma administrativa nacional, tendo sido agregada às freguesias de Coruche e Fajarda, para formar uma nova freguesia denominada União das Freguesias de Coruche, Fajarda e Erra com a sede em Coruche.
Erra foi vila e sede de concelho até 1836. Designava-se então Vila Nova da Erra, sendo o concelho constituído pelas freguesias da vila e de Santa Justa. Tinha, em 1801, 876 habitantes. A própria freguesia foi extinta no final do século XIX e anexada a Lamarosa. Foi restaurada em 1984.

## População
| População da freguesia de Erra | População da freguesia de Erra | População da freguesia de Erra | População da freguesia de Erra | População da freguesia de Erra | População da freguesia de Erra | População da freguesia de Erra | População da freguesia de Erra | População da freguesia de Erra | População da freguesia de Erra | População da freguesia de Erra | População da freguesia de Erra | População da freguesia de Erra | População da freguesia de Erra | População da freguesia de Erra |
| ------------------------------ | ------------------------------ | ------------------------------ | ------------------------------ | ------------------------------ | ------------------------------ | ------------------------------ | ------------------------------ | ------------------------------ | ------------------------------ | ------------------------------ | ------------------------------ | ------------------------------ | ------------------------------ | ------------------------------ |
| 1864                           | 1878                           | 1890                           | 1900                           | 1911                           | 1920                           | 1930                           | 1940                           | 1950                           | 1960                           | 1970                           | 1981                           | 1991                           | 2001                           | 2011                           |
|                                |                                |                                |                                |                                |                                |                                |                                |                                |                                |                                |                                | 1 218                          | 1 129                          | 1 004                          |

Criada pela lei nº 43/84, de 31 de Dezembro, com lugares desanexados da freguesia de Coruche
| Distribuição da População por Grupos Etários | Distribuição da População por Grupos Etários | Distribuição da População por Grupos Etários | Distribuição da População por Grupos Etários | Distribuição da População por Grupos Etários | Distribuição da População por Grupos Etários | Distribuição da População por Grupos Etários | Distribuição da População por Grupos Etários | Distribuição da População por Grupos Etários | Distribuição da População por Grupos Etários |
| -------------------------------------------- | -------------------------------------------- | -------------------------------------------- | -------------------------------------------- | -------------------------------------------- | -------------------------------------------- | -------------------------------------------- | -------------------------------------------- | -------------------------------------------- | -------------------------------------------- |
| Ano                                          | 0-14 Anos                                    | 15-24 Anos                                   | 25-64 Anos                                   | > 65 Anos                                    |                                              | 0-14 Anos                                    | 15-24 Anos                                   | 25-64 Anos                                   | > 65 Anos                                    |
| 2001                                         | 120                                          | 131                                          | 585                                          | 293                                          |                                              | 10,6%                                        | 11,6%                                        | 51,8%                                        | 26,0%                                        |
| 2011                                         | 94                                           | 94                                           | 488                                          | 328                                          |                                              | 9,4%                                         | 9,4%                                         | 48,6%                                        | 32,7%                                        |

Média do País no censo de 2001:  0/14 Anos-16,0%; 15/24 Anos-14,3%; 25/64 Anos-53,4%; 65 e mais Anos-16,4%
Média do País no censo de 2011:   0/14 Anos-14,9%; 15/24 Anos-10,9%; 25/64 Anos-55,2%; 65 e mais Anos-19,0%